# Aciphylla glacialis
Aciphylla glacialis là một loài thực vật có hoa trong họ Hoa tán. Loài này được (F.Muell.) Benth. mô tả khoa học đầu tiên năm 1867.